# Cyphopteryx
Cyphopteryx là một chi bướm đêm thuộc họ Geometridae.